# Gnaphosa fagei
Gnaphosa fagei är en spindelart som beskrevs av Schenkel 1963. Gnaphosa fagei ingår i släktet Gnaphosa och familjen plattbuksspindlar. Inga underarter finns listade i Catalogue of Life.